# Spiraalarterie
Een spiraalarterie is een bijzonder type slagader dat zich ontwikkelt in de baarmoederwand tijdens de zwangerschap. Het is een spiraalvormig bloedvat dat zorgt voor de aanvoer van voedingsstoffen en zuurstof voor het zich ontwikkelende ongeboren kind.
De – bij andere arteriën ongewone – spiraalvorm zorgt ervoor dat spiraalarteriën bij de snelle groei van de baarmoeder in de latere stadia van de zwangerschap kunnen meerekken.